# Бхайраб (подокруг)
Бхайраб (бенг. ভৈরব, англ. Bhairab) — подокруг на северо-востоке Бангладеш в составе округа Кишоргандж. Образован в 1906 году. Административный центр — город Бхайраб. Площадь подокруга — 139,32 км². По данным переписи 1991 года численность населения подокруга составляла 192 448 человек. Плотность населения равнялась 1381 чел. на 1 км². Уровень грамотности населения составлял 22,1 %. Религиозный состав: мусульмане — 95,18 %, индуисты — 4,71 %, христиане — 0,02 %, прочие — 0,09 %.